# Station Maryland
Maryland is een spoorwegstation van National Rail in Newham in Engeland. Het station is eigendom van Network Rail en wordt beheerd door Transport for London.

## Geschiedenis
Het station werd in 1873 door de Great Eastern Railway geopend als Maryland Point aan de Great Eastern Main Line tussen Bishopsgate en Norwich. In 1891 werd de lijn viersporig gemaakt en werd het station geheel herbouwd. De naam werd op 28 oktober 1940 ingekort tot Maryland en in 1949 werden nieuwe stationsgebouwen, ontworpen door Thomas Bennett, geopend. 
In 1948 werden de Britse spoorwegen genationaliseerd en kwamen de treindiensten in handen van British Rail. Deze situatie duurde ruim 40 jaar tot rond 1990 British Rail werd gesplitst, in 1996 gevolgd door privatisering. De concessie voor de lijn ging naar Greater Anglia die, tot 2015, ook de voorstadsdiensten onderhield. Maryland was tijdens de Olympische Zomerspelen van 27 juli t/m 12 augustus 2012 gesloten omdat het de verwachtte grote aantallen toeschouwers, die via Maryland zouden reizen voor een bezoek aan de sportevenementen, niet kon verwerken. 
In mei 2015 gingen de voorstadsdiensten terug naar de overheid in de vorm van Transport for London (TfL). In het kader van het Crossrail-project is het station rolstoeltoegankelijk gemaakt, de perrons konden echter niet worden verlengd. TfL Rail verzorgde, als voorloper van de Elizabeth Line,  de voorstadsdiensten tot 24 mei 2022. 

## Ligging en inrichting
Het station ligt op 7,2 kilometer ten oosten van Liverpool Street in tariefzone 3. Het is een van de belangrijkste spoorwegstations voor de woonwijken in het noorden van Stratford en het zuiden vanLeytonstone in Oost-Londen. Het gebied rond het station heeft in de 21e eeuw veel herontwikkeling gezien, met voortdurende verbeteringen rond tot het nabijgelegen Olympisch Park. Onder meer werd de "twisted clock" die voorheen bij station Stratford stond verplaatst naar Maryland. 
De stationshal ligt boven de sporen van de East Coast Main Line waarvan de treinen in de normale dienst niet bij Maryland stoppen. De betreffende perrons alleen gebruikt wanneer dat nodig is tijdens technische werkzaamheden of tijdelijke omleidingen van rijpaden. De twee zuidelijke sporen worden gebruikt door de Elizabeth Line, al zijn de perrons met 169 meter eigenlijk tekort voor het materieel van de Elizabeth Line. De in 2017 ingestroomde class 345 stellen zijn ruim 200 meter lang zodat bij een stop in Maryland alleen de deuren langs de perrons worden geopend. Reizigers aan de uiteinden van de trein moeten dan in de trein naar de betreffende deuren lopen.

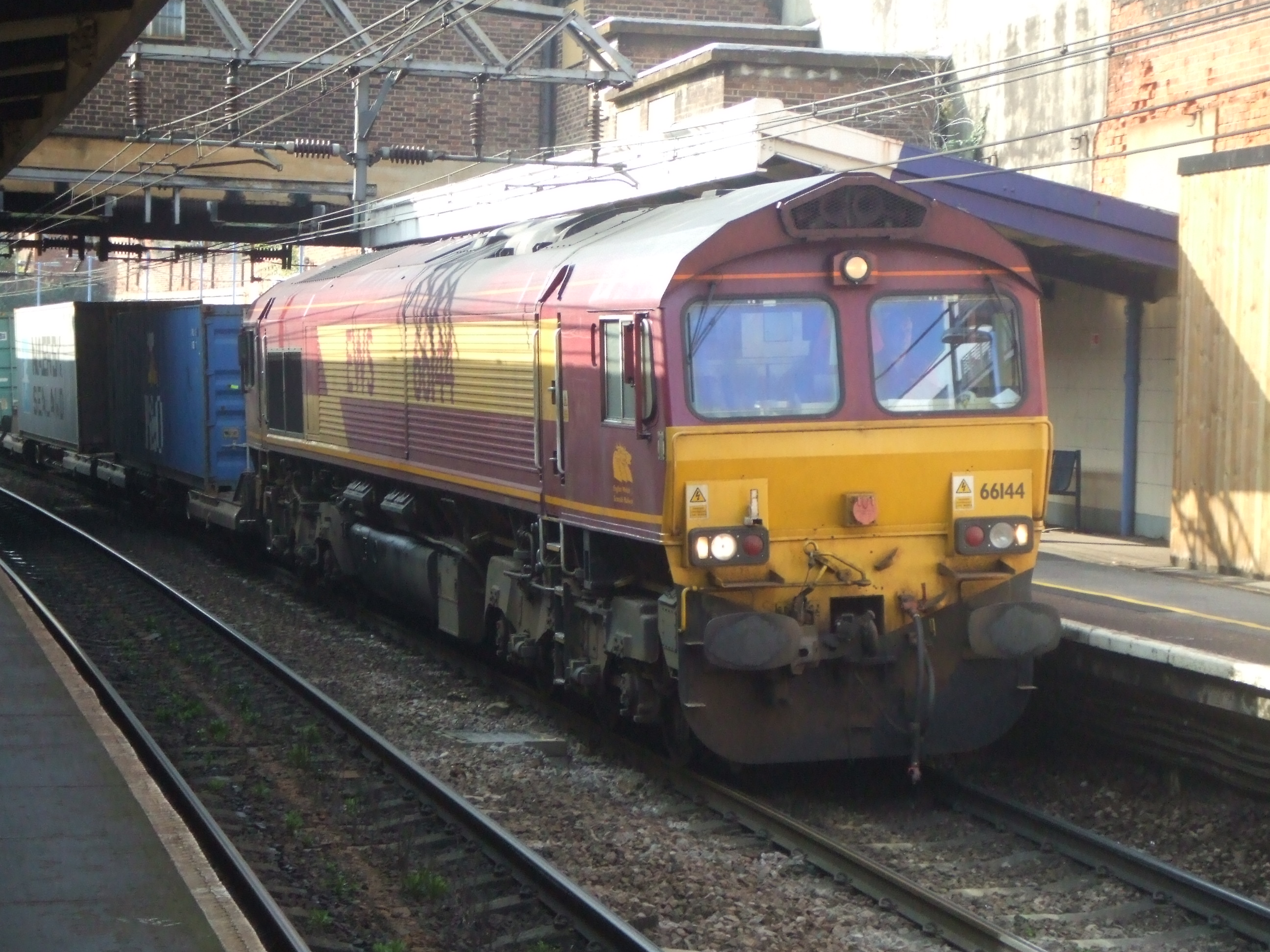
Een goederentrein onder de stationshal op de Great Eastern Main Line.
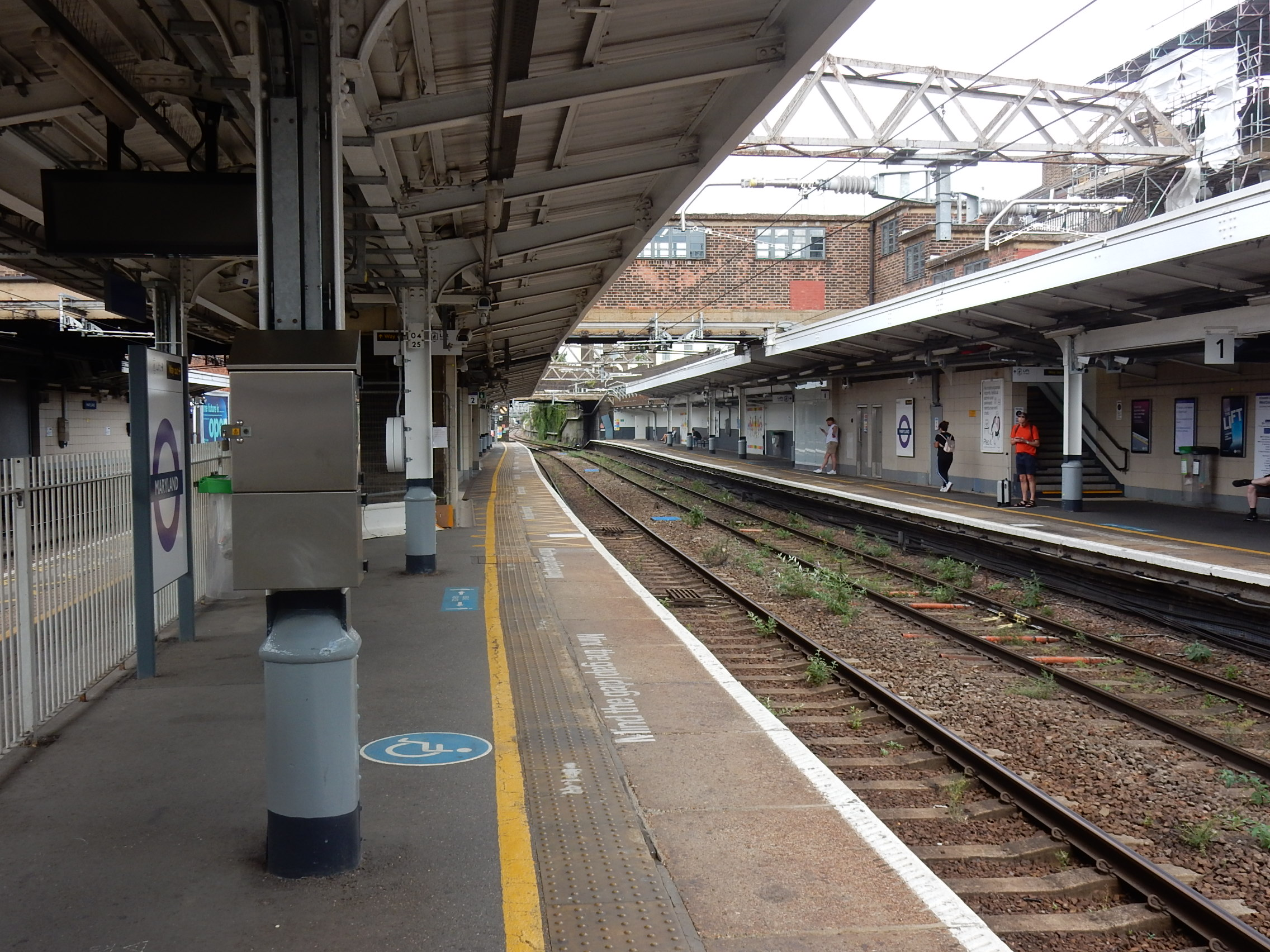
Sporen en perrons van de Elizabeth Line gezien uit het westen.
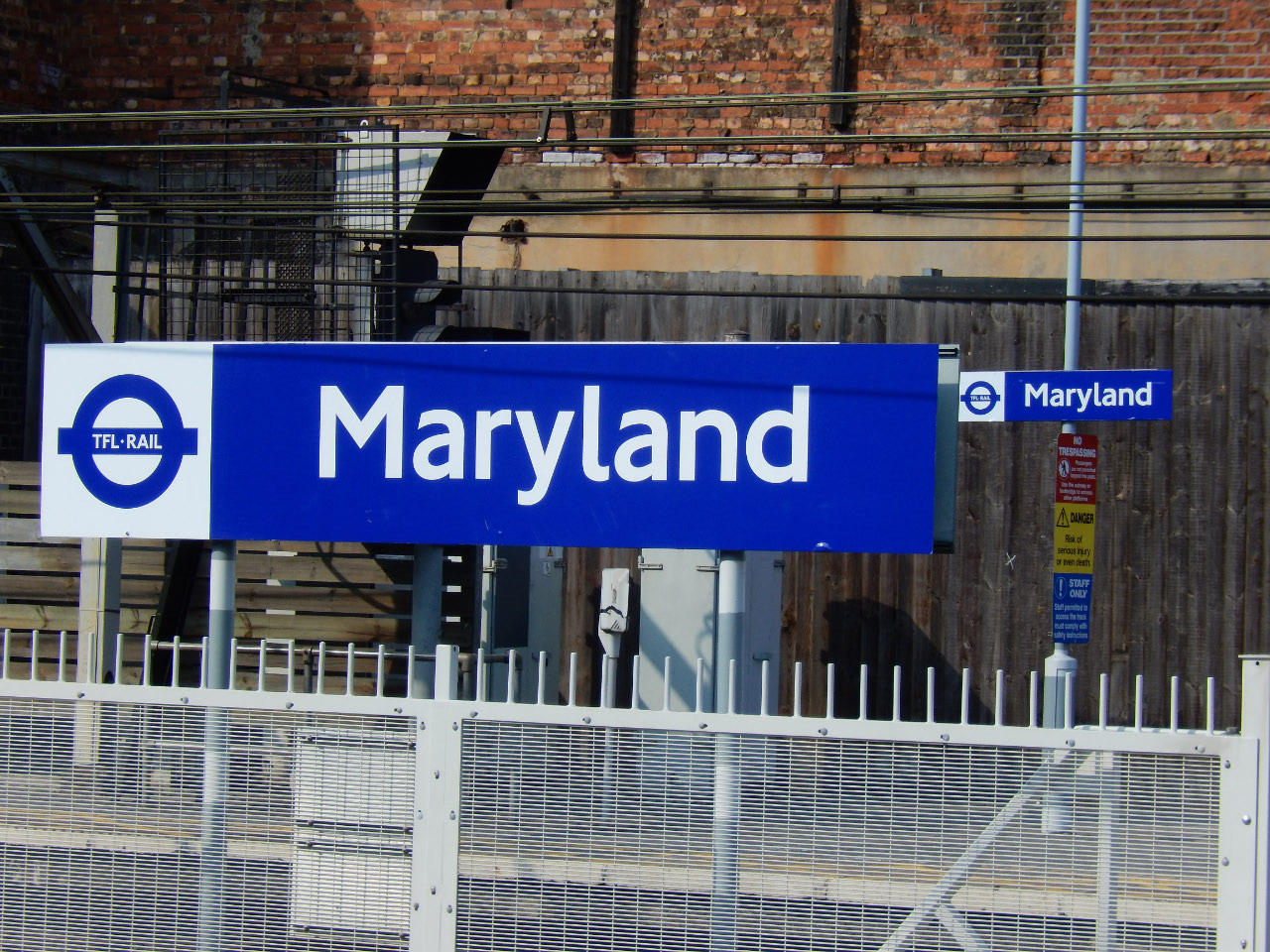
Het stationsnaambord ten tijde van TfL Rail.

## Elizabeth Line
Maryland werd in 2006 toegevoegd aan de geplande Crossrail-route na een pleidooi van Newham Council, het London Transport Users Committee en anderen. De bouw van de Elizabeth Line begon in 2008 en zou eind 2018 geopend worden. De Elizabeth Line werd echter pas op 17 mei 2022 geopend, vooruitlopend hierop nam Transport for London (TfL) op 31 mei 2015 de diensten tussen Liverpool Street en Shenfield over onder de naam TfL Rail. Deze diensten ten oosten van Liverpool Street worden sinds 24 mei 2022 gereden onder de naam Elizabeth Line en sinds de opening van de tunnel tussen Whitechapel en Stratford, op 6 november 2022, hoeven reizigers niet meer over te stappen tussen de bovengrondse perrons van het oostelijke deel van de lijn en de ondergrondse perrons van de rest van de Elizabeth Line. Vanaf het voorjaar 2023 zullen rechtstreekse diensten tussen Shenfield en Reading/Heathrow worden aangeboden.